# كازواكي ناجاساوا
كازواكي ناجاساوا (باليابانية: 長沢 和明) (4 فبراير 1958 في شيميزو كو في اليابان – )؛ هو لاعب كرة قدم ياباني سابق كان يلعب كلاعب وسط. سبق له أن لعب مع منتخب اليابان.

## وصلات خارجية
- كازواكي ناجاساوا على موقع ناشيونال فوتبول تيمز (الإنجليزية)

- National Football Teams
- Japan National Football Team Database